# 科瓦利 (卡尼夫區)
49°45′10″N 31°18′45″E / 49.75278°N 31.31250°E
科瓦利（烏克蘭語：Ковалі）是位於烏克蘭中部的村莊，由切爾卡瑟州切爾卡瑟區的博布里齊亞市鎮負責管轄。該村面積0.95平方公里，海拔高度195米，2009年人口166，人口密度每平方公里174.7人。